# Wolfgang Behrendt
Wolfgang Behrendt (ur. 14 czerwca 1936 w Berlinie) – były niemiecki bokser reprezentujący NRD w kategorii koguciej, złoty medalista letnich igrzysk olimpijskich w Melbourne.

## Życiorys
Zdobył brązowy medal w wadze muszej na mistrzostwach Europy w 1955 w Berlinie Zachodnim. W ćwierćfinale wygrał z Józsefem Nagyim w Wegier, a w półfinale został pokonany przez Mirceę Dobrescu z Rumunii.

Na igrzyskach olimpijskich w 1956 startował w wadze kogucie we wspólnej reprezentacji Niemiec. Wygrał cztery walki, w tym półfinałową z Frederickiem Gilroyem z Irlandii i finałową z Song Soon-chunem z Korei Południowej i zdobył złoty medal.
Odpadł w ćwierćfinale wagi piórkowej na mistrzostwach Europy w 1959 w Lucernie.
Był mistrzem NRD w wadze koguciej w 1955 i 1957 oraz w wadze piórkowej w 1960.
Jego amatorski rekord to 188 wygranych, 8 przegranych i 5 remisów.
Jego syn Mario wystąpił w turnieju bokserskim na letnich igrzyskach olimpijskich w 1980 w Moskwie w wadze koguciej.